# Rojasianthe
Rojasianthe là một chi thực vật có hoa trong họ Cúc (Asteraceae).

## Loài
Chi Rojasianthe gồm các loài: